# Paolo Virzì
Paolo Virzì (Livorno, 4 maart 1964) is een Italiaans filmregisseur en scenarioschrijver.

## Biografie
Paolo Virzì werd in 1964 geboren in Livorno als zoon van een Siciliaans politieofficier bij de Carabinieri. Hij bracht zijn kindertijd door in Turijn in het noorden van Italië en zijn familie verhuisde daarna terug naar Livorno. Op jonge leeftijd was hij al gepassioneerd door literatuur met onder andere Mark Twain en Charles Dickens als favorieten. Hun klassieke “coming of age”-romans zouden later als model dienen voor zijn scenario’s.
Als tiener begon Virzì al te schrijven, regisseren en acteren in Livorno en samen met zijn schoolkameraad Francesco Bruni, die later zijn coscenarist zou worden,  vormde hij een artistiek duo. Hij volgde een tijdje de studies "literatuur en filosofie" aan de universiteit van Pisa alvorens scenarioschrijven te gaan volgen aan het Centro Sperimentale di Cinematografia in Rome waar hij afstudeerde in 1987. Vanaf de late jaren 1980 tot de beginjaren 1990 schreef hij mee aan verscheidene scenario’s van Italiaanse films.
Virzì maakte zijn regiedebuut in 1994 met La bella vita die in première ging op het filmfestival van Venetië. De film won in de Ciak d'oro, de Globo d'oro en de David di Donatello in de categorie "beste regiedebuut". Zijn volgende film Ferie d'agosto won in 1996 de David di Donatello per il miglior film. Virzì’s films behaalden tientallen prijzen in Italië. La prima cosa bella werd in 2010 18 maal genomineerd voor de Premi David di Donatello (3 gewonnen) en 10 maal voor de Nastro d'argento (4 gewonnen). Il capitale umano won in 2014 7 Premi David di Donatello (19 nominaties) en 6 Nastri d'argento (8 nominaties) en de Globo d'oro voor beste film. Met La pazza gioia kreeg hij in 2016 de Nastro d'argento zowel voor beste scenario als beste regie.
Virzì is sinds 2009 gehuwd met de Italiaanse actrice Micaela Ramazzotti die hij leerde kennen op de set van Tutta la vita davanti en ze hebben samen twee kinderen, een zoon en een dochter.

## Filmografie
- 1994 - La bella vita
- 1996 - Ferie d'agosto
- 1997 - Ovosodo
- 1999 - Baci e abbracci
- 2002 - My Name Is Tanino
- 2003 - Caterina va in città
- 2006 - N - Io e Napoleone
- 2008 - Tutta la vita davanti
- 2010 - La prima cosa bella
- 2012 - Tutti i santi giorni
- 2014 - Il capitale umano
- 2016 - La pazza gioia
- 2017 - The Leisure Seeker
- 2018 - Notti magiche

## Prijzen en nominaties
De belangrijkste:
| Jaar | Prijs                    | Categorie         | Film                  | Uitslag  |
| ---- | ------------------------ | ----------------- | --------------------- | -------- |
| 2017 | Premi David di Donatello | Beste film        | La pazza gioia        | Gewonnen |
| 2017 | Premi David di Donatello | Beste regie       | La pazza gioia        | Gewonnen |
| 2016 | Nastro d'argento         | Beste scenario    | La pazza gioia        | Gewonnen |
| 2016 | Nastro d'argento         | Beste regie       | La pazza gioia        | Gewonnen |
| 2014 | Premi David di Donatello | Beste film        | Il capitale umano     | Gewonnen |
| 2014 | Premi David di Donatello | Beste scenario    | Il capitale umano     | Gewonnen |
| 2014 | Nastro d'argento         | Beste scenario    | Il capitale umano     | Gewonnen |
| 2014 | Nastro d'argento         | Beste regie       | Il capitale umano     | Gewonnen |
| 2014 | Globo d'oro              | Beste film        | Il capitale umano     | Gewonnen |
| 2010 | Premi David di Donatello | Beste scenario    | La prima cosa bella   | Gewonnen |
| 2010 | Nastro d'argento         | Beste scenario    | La prima cosa bella   | Gewonnen |
| 2010 | Nastro d'argento         | Beste regie       | La prima cosa bella   | Gewonnen |
| 2008 | Nastro d'argento         | Beste regie       | Tutta la vita davanti | Gewonnen |
| 2008 | Globo d'oro              | Beste film        | Tutta la vita davanti | Gewonnen |
| 1996 | Premi David di Donatello | Beste film        | Ferie d'agosto        | Gewonnen |
| 1995 | Premi David di Donatello | Beste regiedebuut | La bella vita         | Gewonnen |
| 1995 | Nastro d'argento         | Beste regiedebuut | La bella vita         | Gewonnen |